# Henitsjesk
Henitsjesk (Гені́чеськ) is een havenstad aan de Zee van Azov in de oblast Cherson in het zuiden van Oekraïne. Het dient als het administratieve centrum van het raion Henitsjesk. De plaats fungeert als administratief centrum van de lokale  hromada. In 2021 had Henitsjesk 19.253 inwoners.
In november 2022 verdreef het Oekraïense zuidelijke tegenoffensief met succes de Russische troepen uit de provinciehoofdstad Cherson. Als gevolg maakten de Russische strijdkrachten van Henitsjesk tijdelijke hoofdstad hoewel ze Cherson nog steeds claimen als de officiële hoofdstad.

## Geschiedenis
Henitsjesk werd in 1784 door het Russische rijk als fort gesticht en stond vanaf 1812 ook bekend als Ust-Ozivske. Het was een haven en handelscentrum op de zoutroute die van het noorden van de Krim naar Oekraïne en Rusland liep. Aan het begin van de 20e eeuw was het de locatie van een van de grootste meelfabrieken in Zuid-Oekraïne.
Tijdens de Tweede Wereldoorlog werd de stad bezet door Duitsland. De Duitsers exploiteerden een nazi-gevangenis in de stad.

### 2022 Russische invasie van Oekraïne
Op 24 februari 2022 werd Henitsjesk ingenomen door het Russische leger tijdens de Russische invasie van Oekraïne.
Tijdens de Russische gevangenneming deed zich een bekend geworden incident voor waarbij een oude vrouw Russische soldaten confronteerde en zei: "Stop zonnebloempitten in je zakken zodat ze op Oekraïense bodem groeien als je sterft." De stad was ook het toneel van de dood van Vitalii Skakun, die stierf toen hij een brug opblies in een poging om de Russische opmars te stoppen.
Op 9 november kwam de separatistische leider en plaatsvervangend hoofd van het militair-burgerbestuur van het door Rusland bezette Cherson, Kirill Stremousov, om het leven bij een crash nabij Henitsjesk.
Op 12 november werd Henitsjek uitgeroepen tot tijdelijke hoofdstad van bezette Russische deel van Oblast Cherson.

## Klimaat
Volgens de klimaatclassificatie van Köppen heeft Henitsjesk een vochtig continentaal klimaat dat nauw grenst aan een semi-aride klimaat met koude winters en warme zomers.

## Galerij

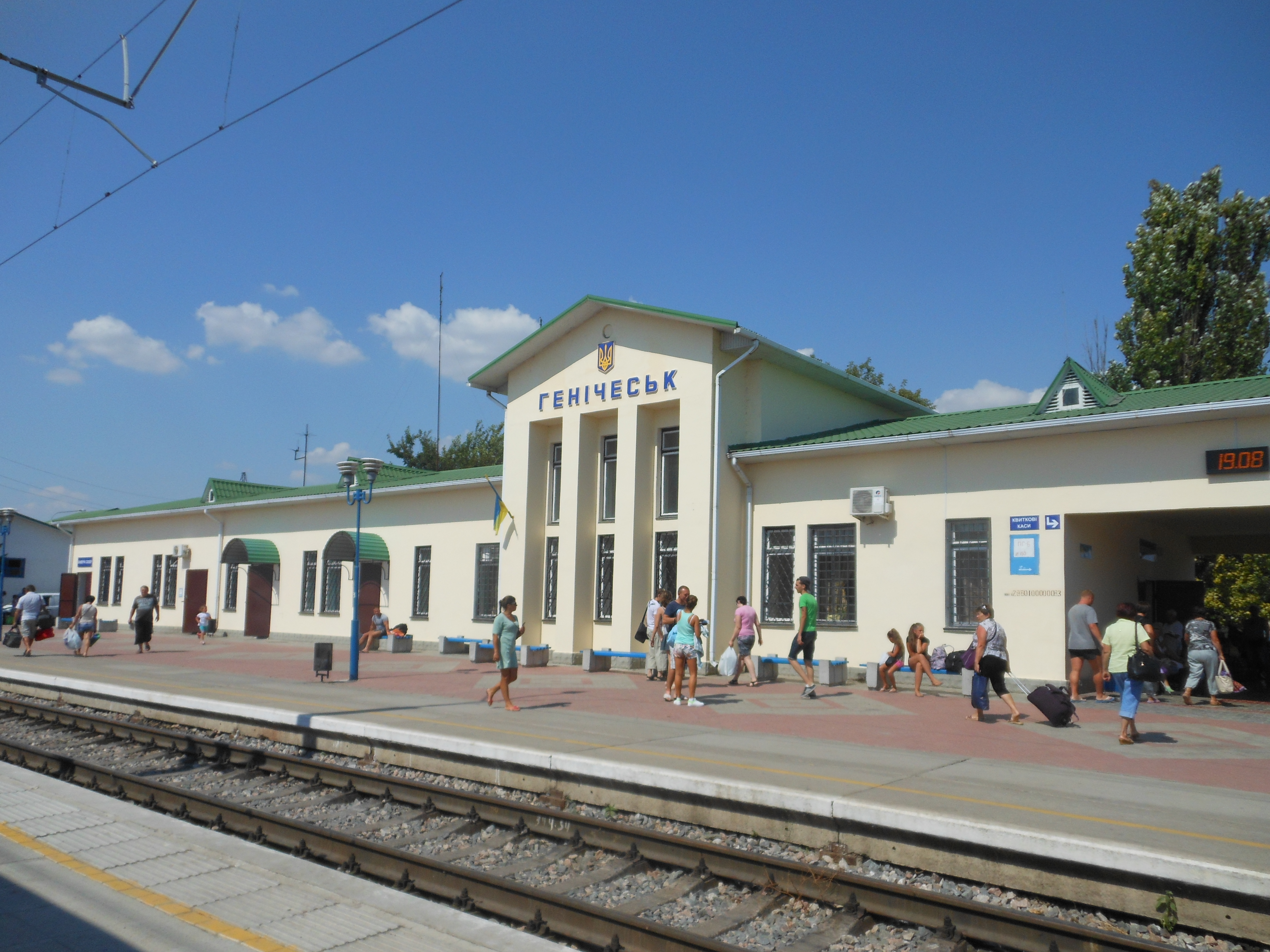
Treinstation
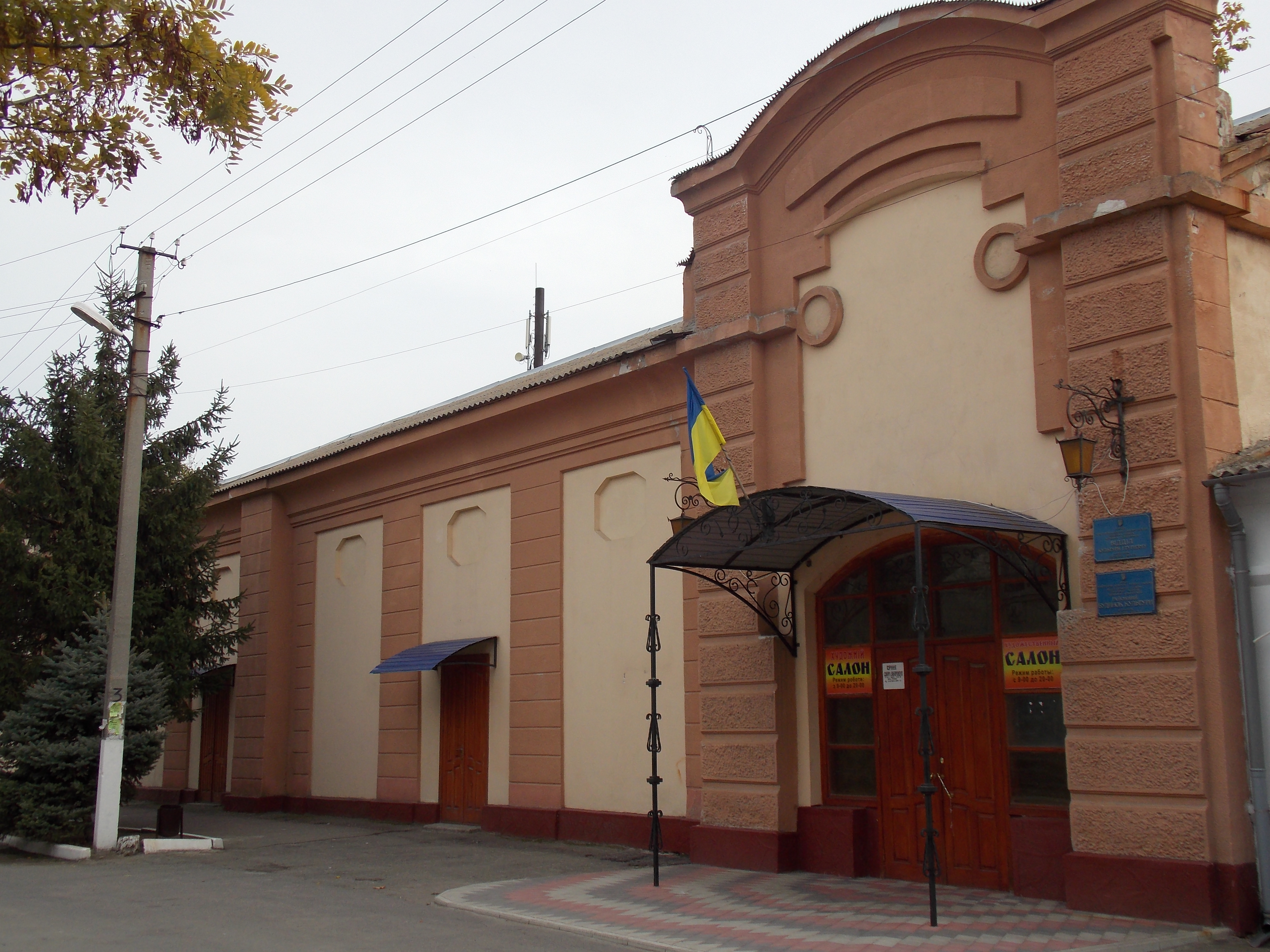
Huis van cultuur
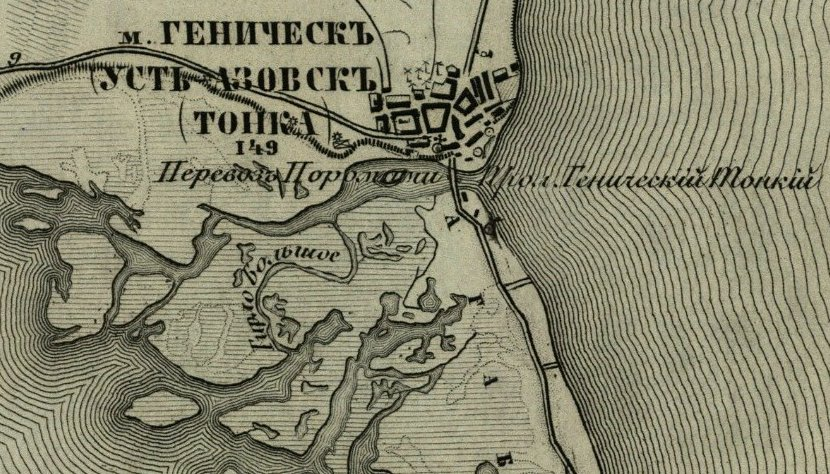
Oude kaart van Straat Henichesk
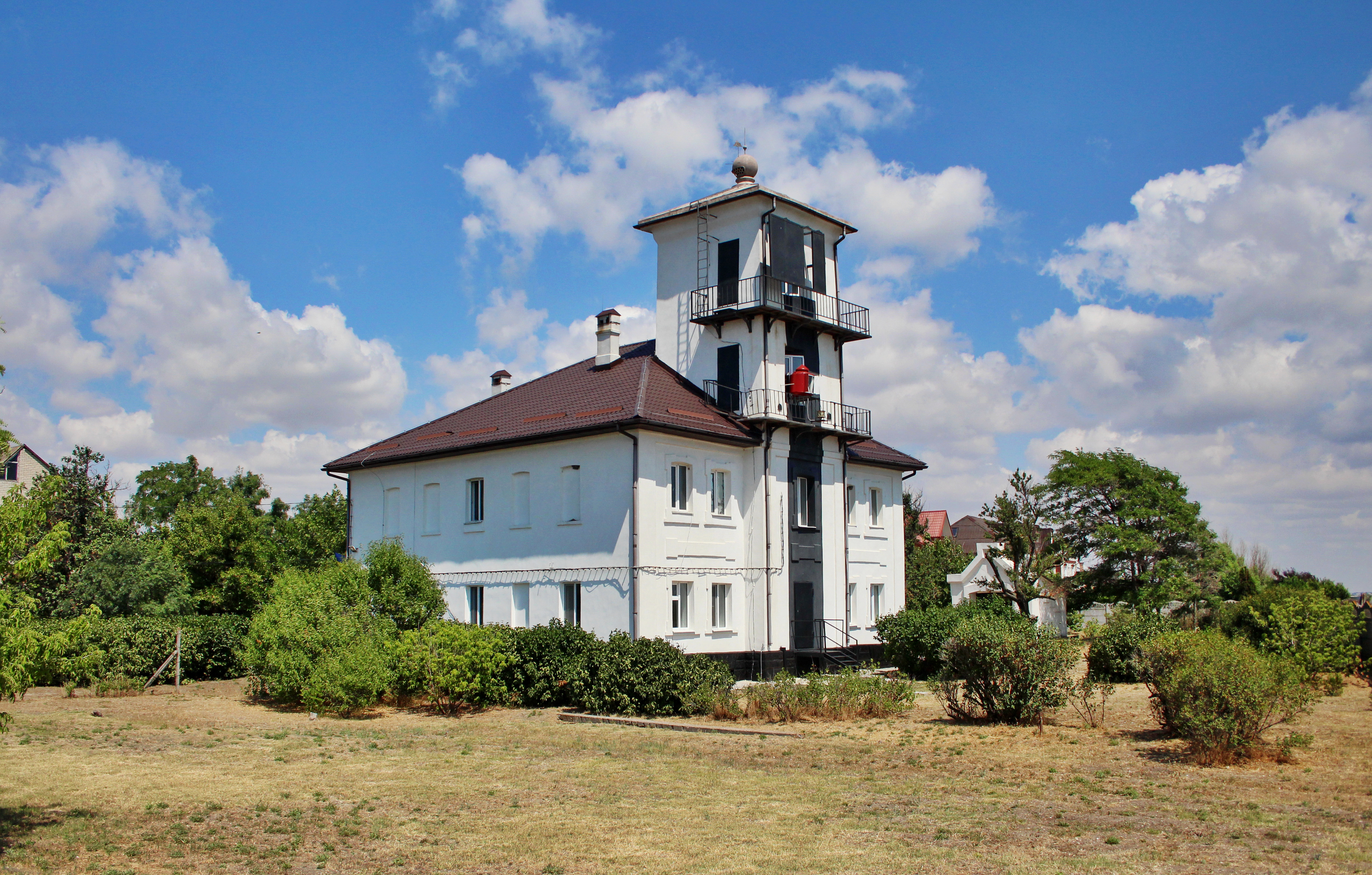
Генічеський маяк
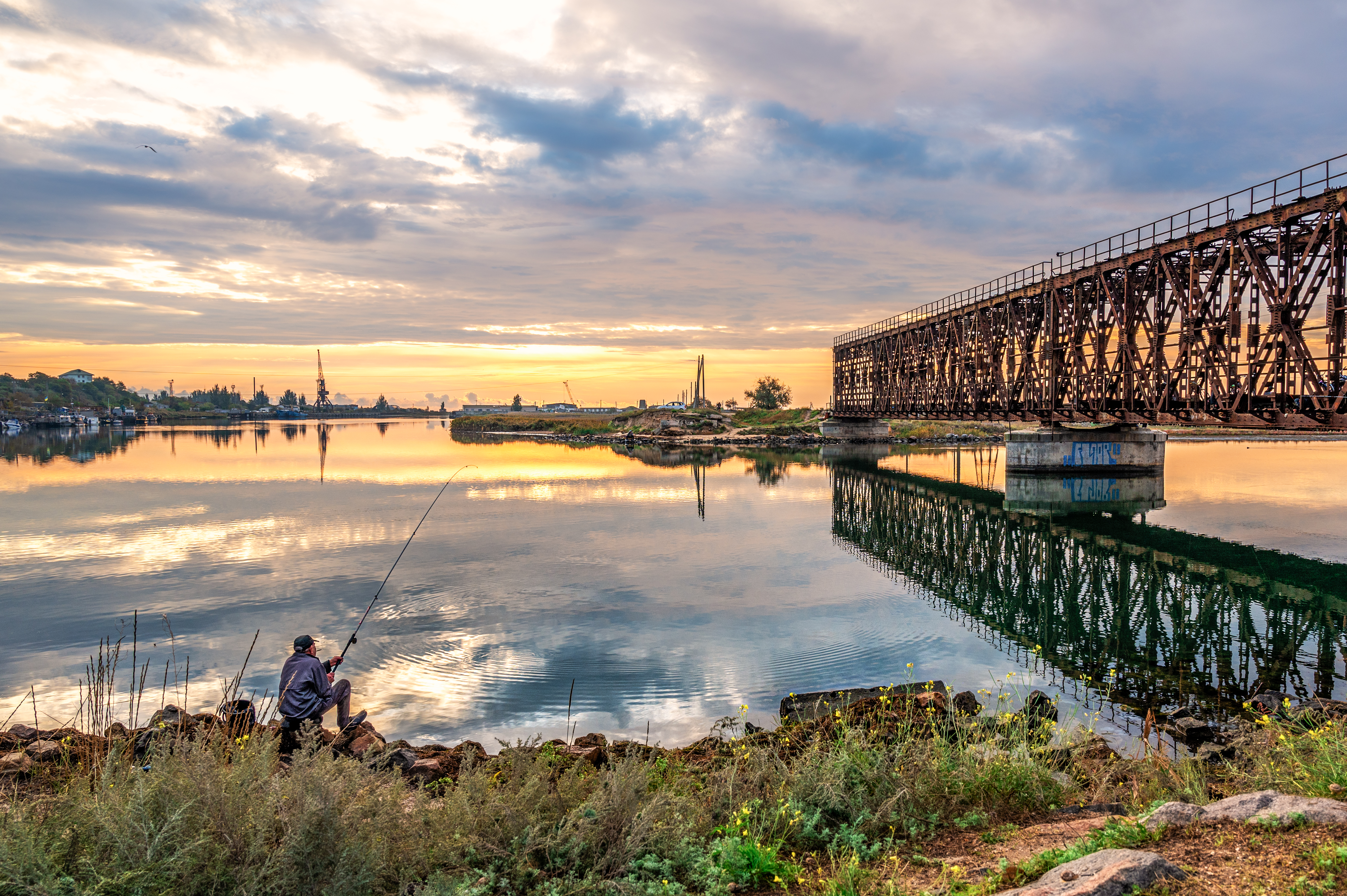
Азовське море - наше богатство
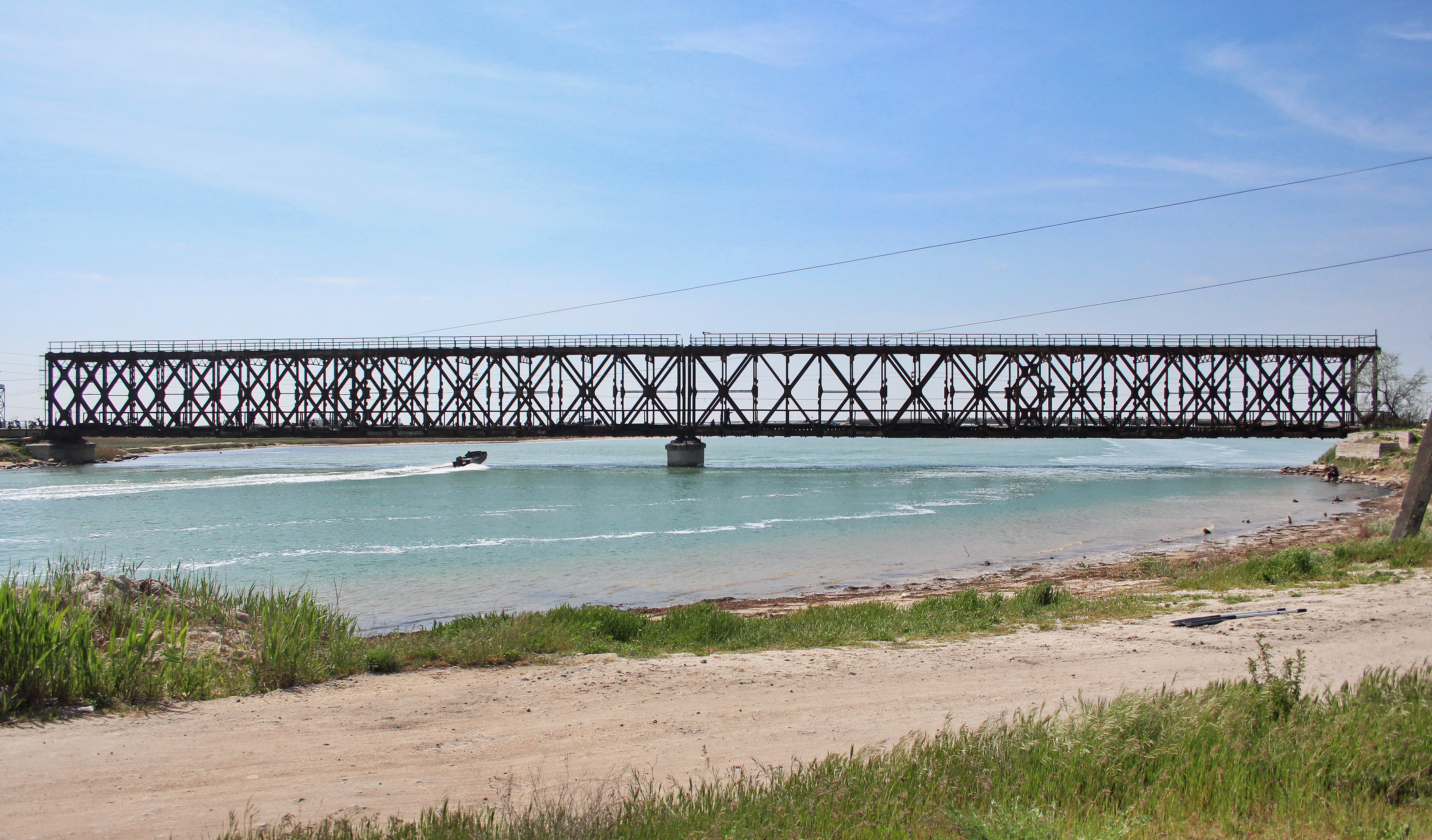
Австро-Угорський міст фірми Waagner-Biró
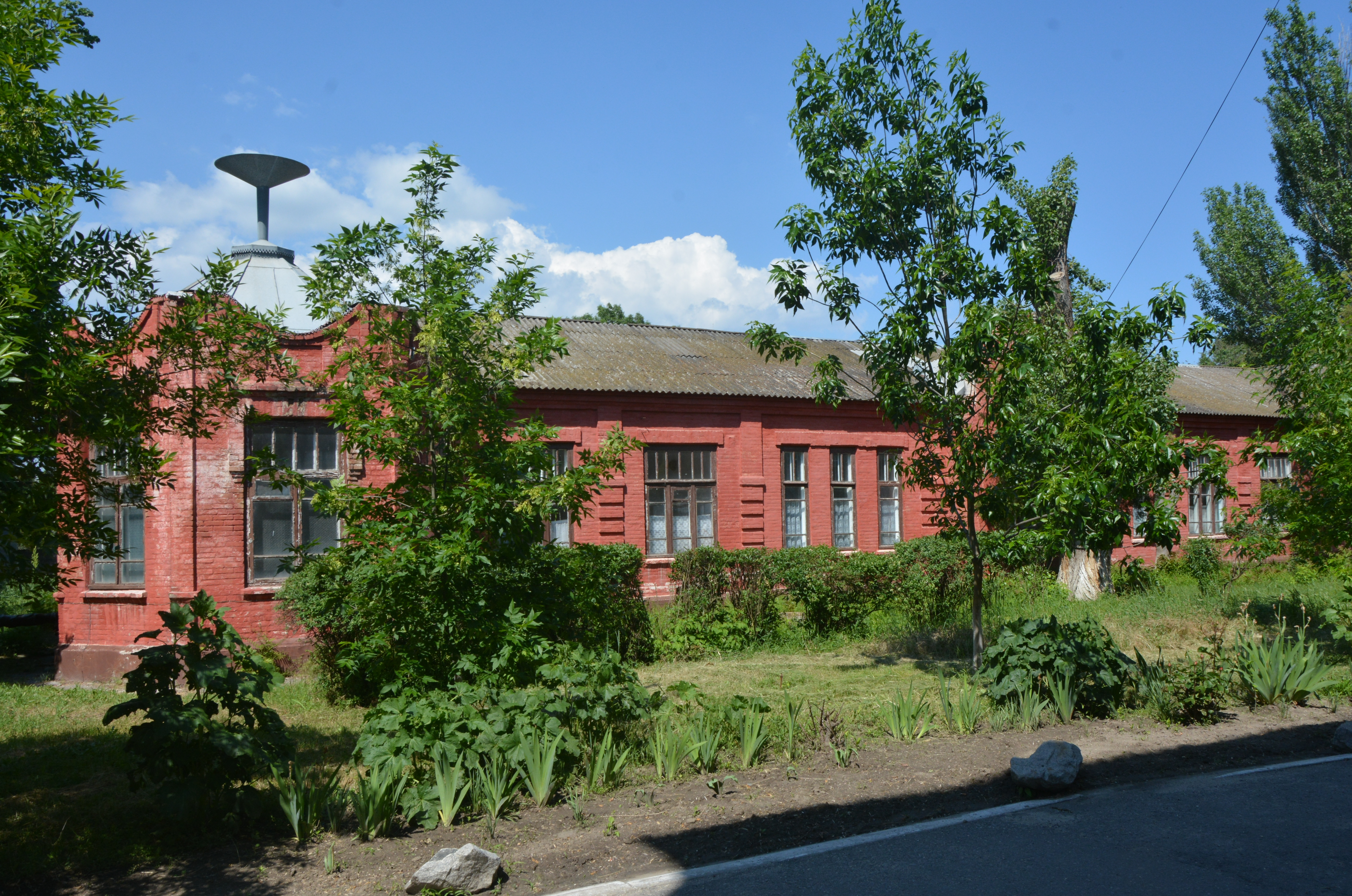
Voormalig districtsziekenhuis